# Мілостово (Великопольське воєводство)
Мілостово (пол. Miłostowo) — село в Польщі, у гміні Квільч Мендзиходського повіту Великопольського воєводства.
Населення — 189 осіб (2011).
У 1975-1998 роках село належало до Познанського воєводства.

## Демографія
Демографічна структура станом на 31 березня 2011 року:
|          | Загалом | Допрацездатний вік | Працездатний вік | Постпрацездатний вік |
| -------- | ------- | ------------------ | ---------------- | -------------------- |
| Чоловіки | 97      | 16                 | 72               | 9                    |
| Жінки    | 92      | 20                 | 53               | 19                   |
| Разом    | 189     | 36                 | 125              | 28                   |